# Dottersackkreislauf

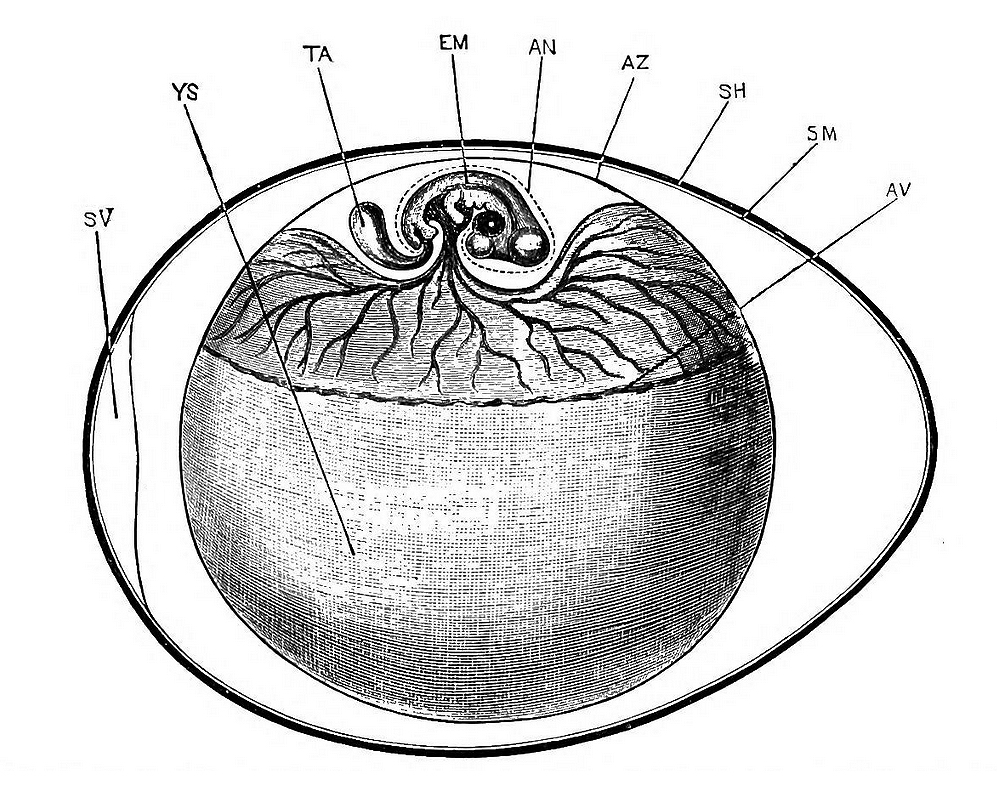
Schema des Dottersackkreislaufs bei einem Vogelembryo

Der Dottersackkreislauf ist der Blutkreislauf des Embryos bei Wirbeltieren zum Stofftransport in der Dottersack-Plazenta. Er entsteht beim menschlichen Embryo in der dritten Schwangerschaftswoche aus Blutinseln im Dottersack, welche von Angioblasten umgeben werden. Diese differenzieren sich zur Gefäßwand der Arteriae und Venae omphalomesentericae. Der Dotterkreislauf liegt außerhalb des Embryos und steht über die Gefäße im Dottersackstiel mit dem Blutkreislauf des Embryos bzw. Fötus in Verbindung. Bei den Säugetieren bildet sich der Dottersackkreislauf noch während der Fötalentwicklung zurück, bei Pferden ist er relativ lange aktiv. Da der Dottersack bei höheren Säugetieren keine Nährstoffe enthält, ist der Dottersackkreislauf für die Embryonalentwicklung ohne Bedeutung, an seine Stelle tritt der Plazentarkreislauf. Teile der Dottersackvenen sind Ausgangspunkt der Blutgefäße der Leber (Pfortader, Lebervenen, Lebersinusoide).
Bei Vögeln entsteht der Dottersackkreislauf ebenfalls in der Wand des Dottersacks und wird von der Arteria vitellina dextra und sinistra sowie der Vena vitellina anterior und posterior gebildet. Die beiden Venen anastomieren miteinander und bilden einen kranzförmigen Blutleiter, den Sinus terminalis. Von den Venae vitellinae fließt das Blut zum Sinus venosus des Herzens und über die Arteriae vitellinae wieder in den Dottersack zurück. Beim Haushuhn ist der Dottersackkreislauf bereits am zweiten Bebrütungstag funktionsfähig. Im Gegensatz zum Säugetier bleibt der Dottersack bei Vögeln, Reptilien, Amphibien und Fischen bis Geburt / Schlupf funktionell.